# Vinícius Souza
Vinícius de Souza Costa (Rio de Janeiro, 17 de junho de 1999), mais conhecido como Vinícius Souza ou Vini souza, é um futebolista brasileiro que atua como volante. Atualmente, joga pelo Wolfsburg

## Carreira

### Início
Nascido e criado em Padre Miguel, bairro do Rio de Janeiro, Vinícius chegou ao Flamengo em 2014 para atuar no time sub-15 do clube, aprovado pelo técnico Zé Ricardo. No time juvenil atuou ao lado de Matheus Thuler e Lincoln, futuros companheiros no time profissional.

### Flamengo
Em 9 de março de 2019, Vinícius estreou no time profissional jogando nos minutos finais do Campeonato Carioca no empate de 1x1 contra o Vasco, no Maracanã.
Após a transferência de Gustavo Cuéllar para o Al-Hilal em agosto de 2019, o técnico Jorge Jesus promoveu Vinícius ao time profissional. O técnico português o elogiou muito, comparando-o ao seu ex-jogador Nemanja Matić.
Em 10 de outubro de 2019, Vinícius disputou sua primeira partida no Brasileirão contra o Atlético Mineiro no Estádio do Maracanã, substituindo Reinier nos acréscimos. O Flamengo venceu por 3x1.

### Lommel
Em 25 de agosto de 2020, Lommel, da Bélgica, contratou Vinícius do Flamengo por € 2,5 milhões, cerca de R$ 16,3 milhões na cotação da época, por 60% dos direitos econômicos do jogador.

### Mechelen
Em 1º de julho de 2021, Vinícius se juntou ao KV Mechelen, também da Bélgica, por empréstimo de uma temporada.

### Espanyol
Em 8 de julho de 2022, Vinícius ingressou no Espanyol por um empréstimo de uma temporada.

### Sheffield United
Em 9 de agosto de 2023, Vinícius assinou um contrato de quatro anos com o Sheffield United. Ele fez sua estreia pelo clube em 12 de agosto, entrando no decorrer da partida na derrota por 1x0 contra o Crystal Palace, pela Premier League.

### Wolfsburg
Dm 5 de julho de 2025, o Wolfsburg, da Alemanha, anunciou a contratação de Vinícius Souza. O brasileiro vai utilizar a camisa número 5 e assina com o clube alemão um contrato válido até 30 de junho de 2030.

## Títulos
Flamengo
- Copa Libertadores da América: 2019
- Recopa Sul-Americana: 2020
- Campeonato Brasileiro: 2019
- Supercopa do Brasil: 2020
- Campeonato Carioca: 2019 e 2020